# 布站
布站（日语：／ Nuno eki */?）是位於廣島縣廣島市安佐北區安佐町飯室，西日本旅客鐵道（JR西日本）可部線的鐵路車站（廢站）。

## 歷史
- 1946年（昭和21年）8月15日：國鐵可部線 安藝飯室站至此站之間開通，此站啟用[1]。當時為一般車站[1]。
- 1954年（昭和29年）3月30日：可部線此站至加計站開通。
- 1965年（昭和40年）
  - 10月1日：廢除行李起卸業務[2]。成為只有客運業務的無人車站[3]。
  - 12月21日：結束貨運業務（變為純客運車站）[1]。
- 1972年（昭和47年）9月1日：國鐵（→JR）把特定都區市內制度引入至廣島市，但是此站不是在「廣島市內」車站[4][注 1]。
- 1973年（昭和48年）5月1日：在國鐵（→JR）特定都區市內制度下，此站納入為「廣島市內」車站[5]。
- 1987年（昭和62年）4月1日：伴隨國鐵分割民營化，車站由西日本旅客鐵道（JR西日本）營運[1]。
- 2003年（平成15年）12月1日：車站廢除。

## 車站構造

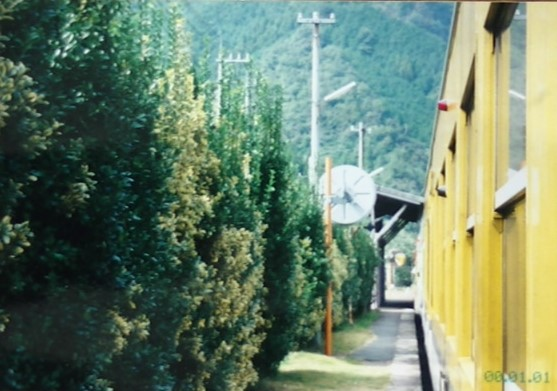
從車窗拍攝布站月台
（2003年11月）

此站是地面車站，原本設有2面2線的相對式月台。在晩年，上行線（北邊）的路軌被撤走，變為單式月台。此站為無人車站，沒有站舍。此站曾經設有候車室，但是在廢站前已經被撤走。

## 使用狀況
以下數據取自廣島市統計書和廣島市勢要覧：
| 年度               | 1日平均 乘車人次 | 年度 總數 | 定期票 總數 | 普通票 總數 |
| ------------------ | ---------------- | --------- | ----------- | ----------- |
| 1968年（昭和43年） | 167.6            | 122,339   | 113,560     | 8,779       |
| 1969年（昭和44年） | 147.9            | 107,933   | 98,934      | 8,999       |
| 1970年（昭和45年） | 165.5            | 120,810   | 90,234      | 30,576      |
| 1971年（昭和46年） | 108.4            | 79,344    | 68,114      | 11,230      |
| 1972年（昭和47年） | 100.2            | 73,158    | 62,970      | 10,188      |
| 1973年（昭和48年） | 95.2             | 69,518    | 52,496      | 17,022      |
| 1974年（昭和49年） | 84.5             | 61,679    | 49,832      | 11,847      |
| 1975年（昭和50年） | 70.2             | 51,359    | 39,566      | 11,793      |
| 1976年（昭和51年） | 71.7             | 52,335    | 40,436      | 11,899      |
| 1977年（昭和52年） | 76.2             | 55,591    | 45,008      | 10,583      |
| 1978年（昭和53年） | 73.0             | 53,285    | 46,050      | 7,235       |

以上1日平均乘車人次是假設乘車人次與下車人次相同。再把年度總數除以365（如果是閏年（1971・1975年）便是366）後，取自小數點第二位（四捨五入）。
| 年度                | 1日平均 乘車人次 |
| ------------------- | ---------------- |
| 1979年（昭和54年）  | 67               |
| 1980年（昭和55年）  | 63               |
| 1981年（昭和56年）  | 77               |
| 1982年（昭和57年）  | 71               |
| 1983年（昭和58年）  | 72               |
| 1984年（昭和59年）  | 75               |
| 1985年（昭和60年）  | 71               |
| 1986年（昭和61年）  | 64               |
| 1987年（昭和62年）  | 61               |
| 1988年（昭和63年）  | 63               |
| 1989年（平成 元年） | 71               |
| 1990年（平成02年）  | 70               |
| 1991年（平成03年）  | 68               |
| 1992年（平成04年）  | 50               |
| 1993年（平成05年）  | 46               |
| 1994年（平成06年）  | 41               |
| 1995年（平成07年）  | 41               |
| 1996年（平成08年）  | 37               |
| 1997年（平成09年）  | 34               |
| 1998年（平成10年）  | 30               |
| 1999年（平成11年）  | 21               |
| 2000年（平成12年）  | 17               |
| 2001年（平成13年）  | 16               |
| 2002年（平成14年）  | 11               |
| 2003年（平成15年）  | 13               |

## 車站周邊
站前設有單車停泊處與未鋪裝的站前廣場。車站南邊設有國道191號，在國道南邊為太田川。
在國道191號靠近廣島一方設有廣島縣道38號廣島豐平線路口，該縣道連接太田川對面岸的廣島市安佐北區安佐町久地，而該縣道跨越太田川的橋樑名稱為大川橋。
- 廣電巴士（日语：広電バス）「上布（舊・布站前）」巴士站

## 現狀
車站月台還存在，但路軌和候車室已撤走。車站遺址附近已經變為茂密的叢林，因此較難到達車站遺址。

## 相鄰車站
西日本旅客鐵道（JR西日本）
可部線
毛木－布－小河內

## 注腳

## 相關項目
- 日本鐵路車站列表 Nu